# Ulimaroa

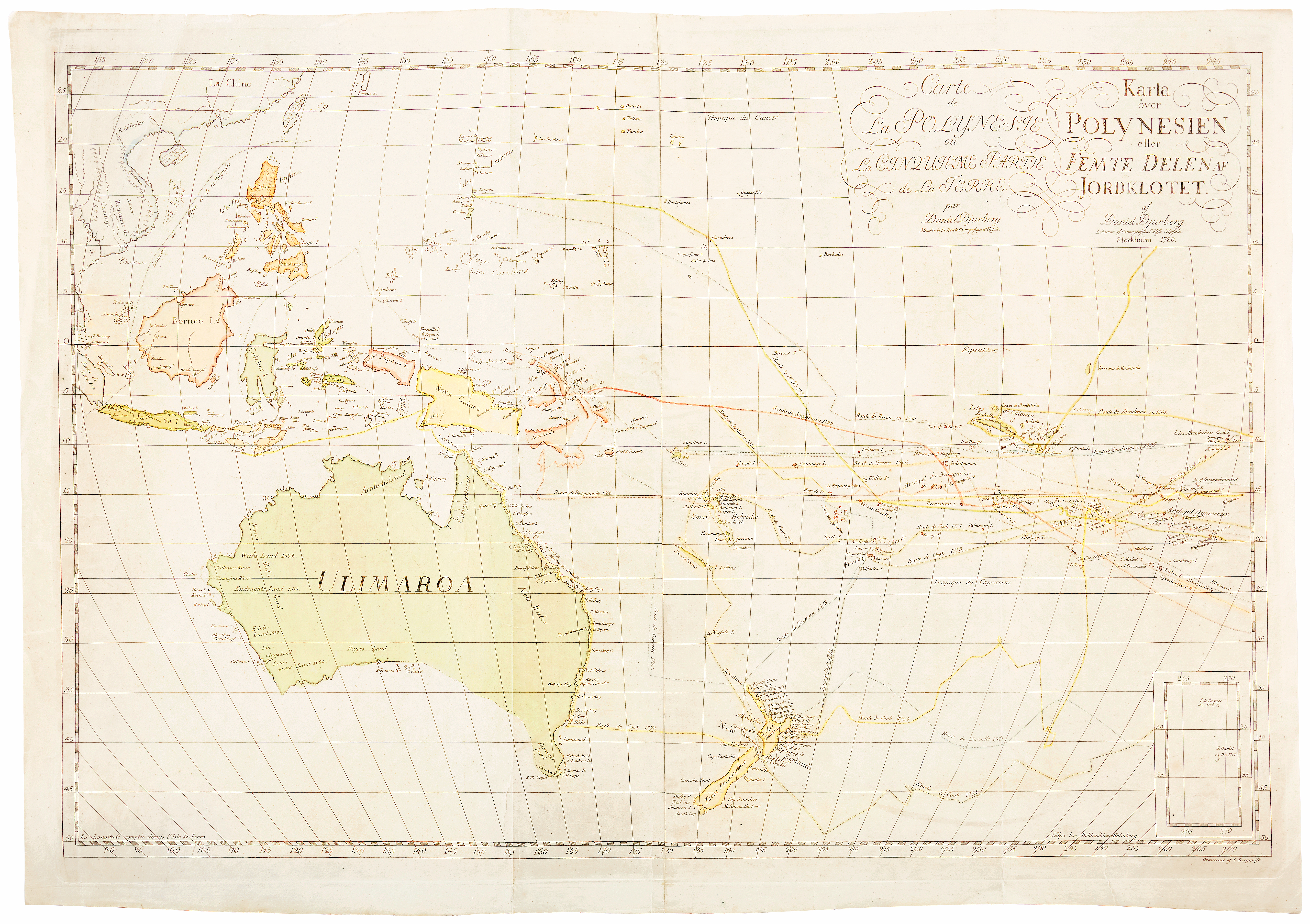
Daniel Djurbergs Karta över Polynesien eller femte delen af jordklotet (1780) med namnet Ulimaroa för Australien.

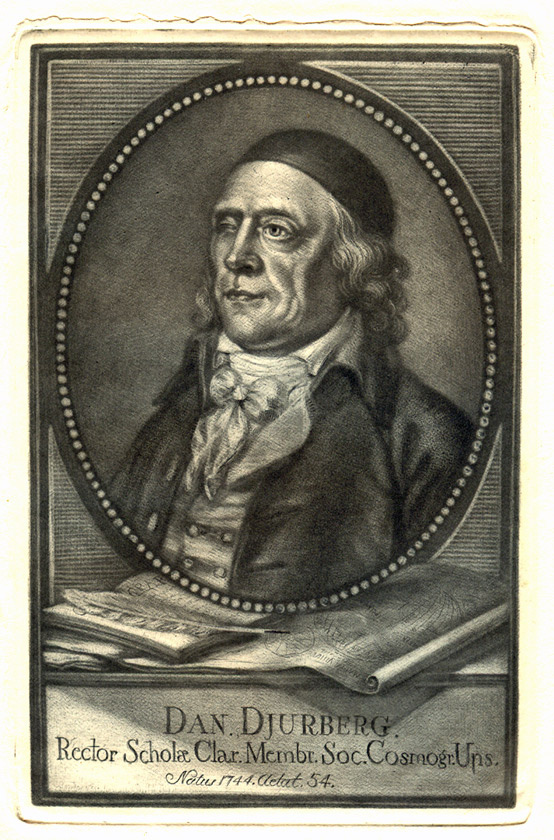
Mezzotintgravyr av Daniel Djurberg (1744–1834).

Ulimaroa var ett namn som kartografen Daniel Djurberg gav Australien 1776 i sin skrift Geografi, Sammandragen utur de Nyste och Tilförliteligaste Auctorer, och i de flesta av hans efterföljande kartor och skrifter. Efter detta kom namnet Ulimaroa att användas som namn på Australien på flera kartor publicerade i Sverige, Tyskland, Österrike och Tjeckoslovakien fram till år 1819.
Vid den här tiden var Australien ännu inte etablerat som namn på landet, utan flera andra namn fanns i omlopp, främst Nya Holland, men även New South Wales, Notasia och Ulimaroa. Namnet Ulimaroa användes för sista gången i geografisk litteratur år 1837 i Karl Eduard Meinickes Das Festland Australien (1837), men The Swedish–Australasian Trade Journal tryckte Djurbergs karta med namnet så sent som 1931. Det användes även av Carl Jonas Love Almqvist i hans roman Parjumouf. Saga ifrån Nya Holland (1817).
Djurberg hade som vana att använda egna namn för flera redan namngivna platser och länder, inklusive Vingandacoa för Nordamerika. Han hämtade namnet Ulimaroa från John Hawkesworths återgivning av James Cooks första expedition 1768–1771, publicerad 1773. Enligt Djurberg skulle Ulimaroa vara māori för ”det stora röda landet” och syfta på Australien (något som inte stämmer). Ursprunget är fortfarande inte helt kartlagt, men troligen syftade namnet snarare på Grande Terre i Nya Kaledonien och kommer från namnet Rimaroa som på māori betyder ungefär ”lång arm”, syftande på en avlång landmassa.

## Ursprung

### Originalkällorna
Djurberg ger en förklaring till sitt val av namnet Ulimaroa i skriften Cosmografie samt beskrifning om jorden i allmänhet (1801):
| ” | Pag. 436 nämnes Ulimaroa såsom den största Ön på Jorden. Jag bör giva skäl til detta Namn. Detta Land kallas på en hop Cartor Nya Holland, med hvad skäl vet jag icke; här är ingen likhet mellan Holland i Europa och detta Land, hvarken uti Storlek eller Markens Beskaffenhet. Man finner utaf Berättelsen om den berömde Engelske Sjömannen Cooks Resa, at då han befann sig på Norra Kusten af Nya Zeeland frågade han Inbyggarne därstädes om de kände något annat Land; hvarpå de berättade att uti Nordväst från deras Hemvist befanns ett ganska stort Land, som de kallade Ulimaroa. Detta nanm [sic] har jag tyckt mig böra bibehålla, såsom givit åt detta Land utaf dess Grannar; och emedan det jämvel är skickligare än Nya Holland. | „ |

Berättelsen som Djurberg åsyftar är hämtad ur från John Hawkesworths återgivning av James Cooks första expedition 1768–1771 från den 9 december 1769 vid Doubtless Bay i nordöstra Nya Zeeland. Där står att läsa översatt från engelska:
| ” | eftersom detta folk var så intelligent, frågade vi om de kände till något annat land utöver sitt eget. De svarade att de aldrig hade besökt något annat land, men att deras förfäder berättat för dem om ett mycket stort land i nordväst till nord eller nordnordväst vid namn Ulimaroa, dit några hade seglat i en mycket stor kanot, och att endast några av dem återvände och de berättade att de efter en månad hade sett ett land där folket åt svin. | „ |

I James Cooks egen dagbok stavar han det Olhemaroa, medan Joseph Banks i sin dagbok stavar det Olimaroa; stavningen måste således ha ändrats av Hawkesworth till Ulimaroa. Dagboksinläggen indikerar att māorierna kände till ett land i norr eller nordnordväst med ett namn som engelsmännen uppfattat som Olimaroa. Engelsmännens tolk på resan var en tahitisk präst, hövding och sjöfarare vid namn Tupaʻia som de träffade på Tahiti och som följde med på Endeavour som guide, tolk och informant. När Endeavour kom till Nya Zeeland visade det sig att Tupaʻia kunde tala med māorierna, så all kommunikation skedde genom honom.

### Tolkning
Djurberg nämner i Geografiskt lexicon (1811) att Ulimaroa ska vara māori för ”det stora röda landet”.
| ” | Namnet Ulimaroa hwarmed detta stora Landet beteknas, härörer däraf, at då den ryktbare Engelske Sjömannen Cook befann sig wid nordligaste Udden af Nya Zeeland frågade han Inbyggarne om de kände något annat Land; hwilket de bejakade, pekande åt Nordwäst berättande at det kallades Ulimaroa, som på Swenska betyder det stora Röda Landet. Namnet Nya Holland, hwilket först finnes utsatt på Holländska Kartor öwer wästra Kusten, är olämpeligt at därmed betekna hela Landet, utan må häldre det namnet bibehållas som Grannarne giwa det. | „ |

Detta stämmer dock inte eftersom ingen av delarna i Ulimaroa stämmer överens med orden för ”röd” eller ”land” på māori: kura ’röd’ och whenua ’land’. Dessutom nämner Cooks och Banks att befolkningen i Ulimaroa åt svin, men eftersom det inte fanns några svin i Australien förrän 1788 är det osannolikt att Ulimaroa syftar på Australien. Dessutom ligger inte Australien ”nordväst till nord eller nordnordväst” om Doubtless Bay, utan snarare väst till nordväst.

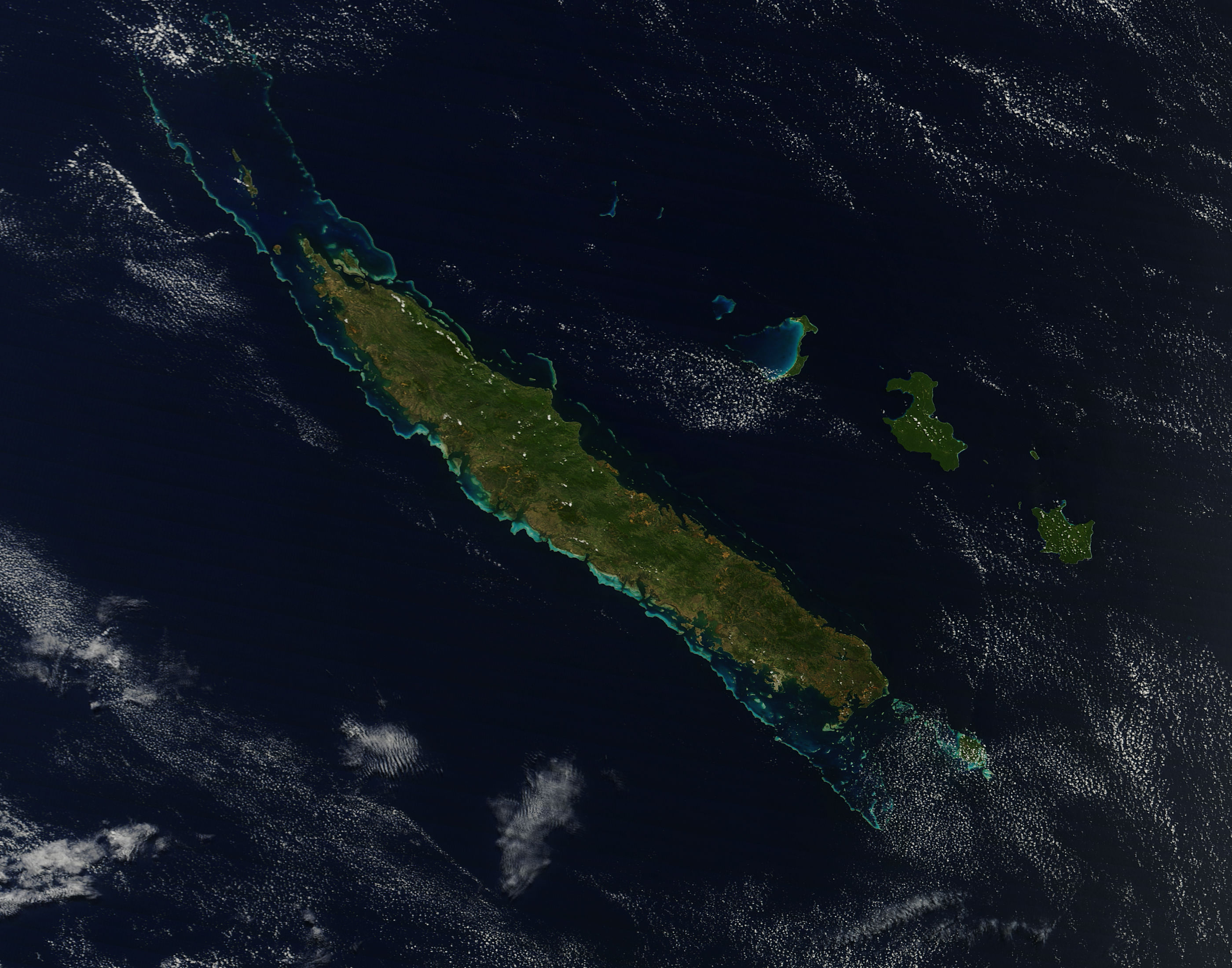
Satellitfoto av Grande Terre taget av Terra/MODIS den 24 september 2012

I stället är det enligt Tent och Geraghty troligare att Ulimaroa syftar till Nya Kaledonien, vilket också John Beaglehole påpekar 1962 i en fotnot i sin utgåva av Banks dagböcker. Rent språkligt menar Tent och Geraghty att Ulimaroa utgår från ett māoriskt önamn Rimaroa ’lång arm/hand’ syftande på en långsmal ö, från rima ’arm, hand’ och roa ’lång’. En sådan långsmal ö skulle kunna vara Grande Terre i Nya Kaledonien, eller möjligen Kadavu i Fiji, som dock inte är ett ”mycket stort land” och dessutom ligger lite för långt österut för att passa in på väderstrecksbeskrivningen.
Māori har dock inget distinkt l-ljud som i Ulimaroa. Faktum är att i stort sett inga polynesiska språk har både /l/ och /r/ som betydelseskiljande fonem; māori har exempelvis bara /r/. På grund av detta tillåter dock många språk ett mera varierat uttal av r-ljudet. Därför är det möjligt att r-ljudet hade en mer l-liknande klang intill vissa vokaler, vilket kan förklara återgivningen som Ulimaroa. Samma sak kan ses i engelsmännens återgivning av många andra ord på māori, såsom kumala för ’sötpotatis’, som på māori skrivs kumara.
Den inledande vokalen U- tros av Tent och Geraghty vara den tahitiska artikeln ʻo som används före egennamn. Det förekommer att tidiga namn lånades in i engelskan med denna artikel, såsom Ulietea från tahitiska ʻo Raʻiātea, eller Otaheite, en gammal form för Tahiti. Förklaringen till den tahitiska artikeln föreslår Tent och Garaghty vara att öns namn förmedlades till dem via den tahitiskspråkige tolken Tupaʻia. Tupaʻias tahitiska influenser kan nämligen ses i vissa andra māoriord nedskrivna av engelsmännen.

#### Förekomst av svin
Det som talar emot tolkningen Nya Kaledonien är att öborna på Ulimaroa enligt māorierna åt svin, och det finns inga arkeologiska eller muntliga bevis för att Nya Kaledonien hade svin förrän de introducerades 1774. Tent och Garaghty föreslår att det ändå finns en möjlighet att svin funnits på öarna tidigare, introducerade av andra polyneser, men att de utrotades före Cooks ankomst. Det finns nämligen dokumenterat att närliggande öar hade svin, eller utrotade sina svin på grund av svinens tendens att förstöra odlingar. Ordet för svin på nykaledonska språk verkar dessutom vara lånat från polynesiska, vilket visar på att svin introducerades där av polyneser, och inte av européer. Intressant nog använde engelsmännens māoriska informanter ett polynesiskt ord för svin, av Banks stavat Booah, på modern māori poaka, besläktat med bland annat hawaiiska puaʻa.  Som även Hawkesworth påpekar måste māorierna ha känt till svin via andra polyneser eftersom de hade ett ord för det, även om inga svin fanns på Nya Zeeland vid Cooks ankomst.

### Originalcitat
1. ↑  finding these people so intelligent, we inquired farther, if they knew of any country besides their own: they answered, that they never had visited any other, but that their ancestors had told them, that to the N. W. by N. or N. N. W. there was a country of great extent, called Ulimaroa, to which some people had sailed in a very large canoe; that only part of them returned, and reported, that after a passage of a month they had seen a country where the people eat hogs.